# Чеви Чејс Секшон Фајв (Мериленд)
Чеви Чејс Секшон Фајв (енгл. Chevy Chase Section Five) град је у америчкој савезној држави Мериленд.

## Демографија
По попису из 2010. године број становника је 658, што је 17 (2,7%) становника више него 2000. године.
| Група             | 2000.       | 2010.       |
| Белци             | 596 (93,0%) | 610 (92,7%) |
| Афроамериканци    | 1 (0,2%)    | 1 (0,2%)    |
| Азијати           | 8 (1,2%)    | 14 (2,1%)   |
| Хиспаноамериканци | 25 (3,9%)   | 22 (3,3%)   |
| Укупно            | 641         | 658         |